# Виллани, Седрик
Седри́к Виллани́ (фр. Cédric Villani; 5 октября 1973, Брив-ла-Гайард) — французский математик, лауреат Филдсовской премии. Специалист по математическому анализу. Депутат национального собрания Франции с июня 2017 от движения Вперёд, Республика!

## Биография
Седрик Виллани серьёзно заинтересовался математикой во время учёбы в Лицее Людовика Великого «благодаря незаурядному профессору математики». В 1992 году он поступает в Высшую нормальную школу Парижа, затем в 1998 году в Университет Париж-Дофин, где он защищает докторскую диссертацию под руководством Пьера-Луи Лионса. С 2000 по 2009 год преподаёт в Высшей нормальной школе Лиона. В 2009 году назначен директором Института Анри Пуанкаре при университете Пьера и Мари Кюри.
Был женат на Клэр Калме, двое детей. Развёлся в 2019 году.
Член Французской академии наук (2013), Папской академии наук (2016).

## Научный вклад
Седрик Виллани работал над теорией дифференциальных уравнений в частных производных, в частности, над кинетическим уравнением Больцмана. Также работал над затуханием Ландау, над теорией оптимального переноса массы и её приложениях в дифференциальной геометрии, вместе с Джоном Лоттом определил понятие ограниченной кривизны Риччи.

## Политическая деятельность
18 июня 2017 года во втором туре парламентских выборов победил в 5-м округе департамента Эсон кандидатку Республиканцев Лору Дарко с результатом 69,36 %, представляя партию президента Макрона «Вперёд, Республика!».
10 июля 2019 года потерпел неудачу в попытке выставить свою кандидатуру на выборах мэра Парижа (комиссия по выдвижению кандидатов от ВР! на выборные должности объявила лидером партийного списка на парижских муниципальных выборах в марте 2020 года Бенжамена Гриво) и 4 сентября 2019 года объявил о начале собственной избирательной кампании как независимого кандидата.
15 марта 2020 года по итогам первого тура муниципальных выборов в Париже список Левых радикалов остался на пятом месте с результатом 7,88 %. После исключения из правящей партии покинул её фракцию в Национальном собрании, присоединившись к недолговечной парламентской группе «Солидарность за экологию и демократию», а затем к партии «Экологическое поколение». На парламентские выборы 2022 года пошёл как кандидат левой коалиции Нового народного экологического и социального союза.

## Награды
- Премия Европейского математического общества[15] (2008)
- Премия Ферма[16] (2009)
- Премия Пуанкаре[17] (2009)
- Филдсовская премия[18] (2010)
- Гиббсовская лекция (2013)
- Золотая медаль Пия XI (2014)
- Эйлеровская лекция (2015)